# Parvaroa obscura
Parvaroa obscura är en fjärilsart som beskrevs av Holloway 1999. Parvaroa obscura ingår i släktet Parvaroa och familjen tofsspinnare. Inga underarter finns listade i Catalogue of Life.